# Higor
Higor Rodrigues Barbosa Leite, meglio noto come Higor e Higor Leite (Campos Belos, 2 giugno 1993), è un calciatore brasiliano, attaccante dell'Aparecidense.

## Carriera
Ha giocato nella massima serie e nella seconda divisione brasiliana.

## Palmarès

### Club

#### Competizioni nazionali
- Campionato brasiliano: 1

Fluminense: 2012
- Primeira Liga: 1

Fluminense: 2016

#### Competizioni statali
- Campionato Carioca: 1

Fluminense: 2012
- Campionato Potiguar: 1

ABC: 2018